# Чхве Сун Силь
Чхве Сун Силь (кор. 최순실?, 崔順實?, р. 23 июня 1956 года) — основное действующее лицо южнокорейского политического скандала 2016 года, в результате которого в стране произошли массовые протесты за отставку президента Пак Кын Хе, и подруга последней с юности.

## Биография
Дочь Чхве Тхэ Мина, который семь раз менял имена, занимался подозрительным религиозным бизнесом, основал собственную церковь «Ёнсегё», исповедующую смесь христианства и традиционного корейского шаманизма. При этом Чхве Сун Силь — его дочь от пятого по счёту брака. Сама она состояла в браке, который в 2014 году закончился разводом.

## Скандал
Слухи о Чхве Сун Силь как сером кардинале южнокорейской политики ходили с момента избрания Пак президентом страны, но настоящий скандал произошёл в 2016 году. Прокуратура, пресса и общество обвиняли Чхве Сун Силь в коррупции (речь идёт об аккумулировании «добровольных» пожертвований крупных корейских компаний на счетах подставных фирм), влиянии на свою многолетнюю подругу — президента Пак Кын Хе — и национальную политику, а также в том, что президент знакомила подругу с секретными документами. Критики, основываясь на документах из одной из утечек WikiLeaks, называли её «южнокорейским Распутиным». По этому поводу проходили демонстрации протеста, в ноябре 2016 года одна из них стала крупнейшей в Южной Корее за последние годы. Часть депутатов парламента от правящей партии и оппозиционные политики встали на сторону демонстрантов. Работа Пак Кын Хе оказалась де-факто парализована. Последовали отставки секретарей президента. 
После массовых протестов и публикаций в прессе Чхве Сун Силь всё же была арестована. В конце октября 2016 года она извинилась за свою деятельность в кратком комментарии для публики, но не признавала вину официально и не приводила подробностей. 13 февраля 2018 года Чхве Сун Силь была приговорена к двадцати годам тюремного заключения по обвинению в коррупции.